# Munnae-myeon
Munnae-myeon (koreanska: 문내면)  är en socken i Sydkorea. Den ligger i kommunen Haenam-gun i provinsen Södra Jeolla, i den södra delen av landet, 330 km söder om huvudstaden Seoul.